# Les Ballons rouges (album)
Pour l’article homonyme, voir Les Ballons rouges.
Albums par Serge Lama
D'aventures en aventures
(1968) Et puis on s'aperçoit
(1970)
Compilations par Serge Lama
À la vie, à l'amour
(1989)
Les Ballons rouges est un album de Serge Lama compilant les premières chansons de l'artiste chez Pathé-Marconi publiées entre 1965 et 1967. L'album sort en 1969.
Lorsque sort le disque, Serge Lama a l'année précédente (1968), fait paraître chez Philips son premier album D'aventures en aventures.

## Autour de l'album
Référence originale : 33 tours Pathé Marconi SPTX 340 854

## Titres
L'ensemble des textes est de Serge Lama.
| No  | Titre                             | Musique      | Durée |
| --- | --------------------------------- | ------------ | ----- |
| 1.  | Les Ballons rouges                | Yves Gilbert | 3:25  |
| 2.  | Comment t'as Fait                 | Emil Stern   | 2:15  |
| 3.  | L'Orgue de Barbara                | Serge Lama   | 2:40  |
| 4.  | Recto-verso                       | Yves Gilbert | 2:20  |
| 5.  | Sans toi                          | Yves Gilbert | 2:45  |
| 6.  | La Guerre à vingt ans             | Emil Stern   | 2:00  |
| 7.  | Madame Poupon                     | Yves Gilbert | 2:40  |
| 8.  | Dis Pedro                         | Emil Stern   | 2:45  |
| 9.  | Avec leurs beaux sourires         | Emil Stern   | 2:50  |
| 10. | Y'a pas à dire                    | Emil Stern   | 3:03  |
| 11. | Dédoublement de personnalité      | Yves Gilbert | 2:25  |
| 12. | Dans les usines                   | Yves Gilbert | 3:10  |
| 13. | Mon doux agneau, ma tendre chatte | Yves Gilbert | 2:55  |
| 14. | Les Roses de Saint-Germain        | Yves Gilbert | 2:50  |